# Winnie the Pooh: Blood and Honey 2
Winnie the Pooh: Blood and Honey 2 är en brittisk slasherfilm från 2024. Filmen är regisserad av Rhys Frake-Waterfield, som även svarat för filmens manus tillsammans med Matt Leslie. Filmen är uppföljaren till Winnie the Pooh: Blood and Honey och är löst baserad på A.A. Milne och Ernest H. Shepards barnböcker om Nalle Puh. En tredje film om Nalle Puh är bekräftad.
Filmen hade biopremiär i Sverige den 27 mars 2024, utgiven av Njutafilms.

## Handling
Filmen kretsar kring Nalle Puh och hans vänner som efter att Christoffer Robin begett sig till college blivit smått mordlystna.

## Rollista (i urval)
- Scott Chambers – Christopher Robin
- Ryan Oliva – Nalle Puh
  - Peter DeSouza-Feighoney – Nalle Puh, som ung
- Eddy MacKenzie – Nasse
- Lewis Santer – Tiger
- Marcus Massey – Uggla
- Simon Callow